# Aurelio Menéndez Menéndez
Aurelio Menéndez Menéndez (Gijón, 1 de maig de 1927 - Madrid, 3 de gener de 2018), I marquès d'Ibias, fou un jurista i polític espanyol, doctor en Dret i catedràtic de Dret Mercantil en la Universitat Autònoma de Madrid, havent exercit amb anterioritat aquesta funció a les universitats de Santiago, Salamanca i Oviedo. També fou ministre d'Educació i Ciència i magistrat del Tribunal Constitucional.

## Biografia

### Activitat acadèmica
Va llicenciar-se en Dret a la Universitat d'Oviedo. Orientat a la docència fou professor auxiliar de les Universitats d'Oviedo, Salamanca i Santiago, per aconseguir la càtedra de dret mercantil a la Universitat Autònoma de Madrid. Considerat un dels màxims experts espanyols en Dret Mercantil, tema sobre el qual ha escrit diversos llibres i treballs de recerca i dirigit nombroses tesis doctorals, també ha estat degà (i en l'actualitat Degà d'Honor) de la Facultat de Dret de la Universitat Autònoma de Madrid.
Així mateix, ha presidit diversos tribunals internacionals d'arbitratge i és en l'actualitat membre del consell de redacció de les revistes "Derecho Mercantil", "Crítica de Derecho Inmobiliario" i de la "Revista Española de Seguros". Membre permanent del Comitè Marítim Internacional, membre del Col·legi Lliure d'Emèrits, President de la Secció de Dret Mercantil de la Comissió General de Codificació, Conseller Electiu d'Estat i Acadèmic de Nombre de la Reial Acadèmia de Jurisprudència i Legislació. Fundador, amb Rodrigo Uría González, d'Uría Menéndez, un dels despatxos d'advocats més prestigiosos d'Espanya.

## Activitat política
Entre 1976 i 1977 fou Ministre d'Educació i Ciència en el primer govern d'Adolfo Suàrez, per ser escollit posteriorment magistrat del Tribunal Constitucional entre gener i octubre de 1978. Durant la infància de Felip de Borbó i Grècia fou un dels seus preceptors, sent escollit posteriorment membre del Consell d'Estat.
El 1994 fou guardonat amb el Premi Príncep d'Astúries de Ciències Socials per la seva condició indiscutible de mestre del Dret Mercantil i de l'Economia, on ha continuat l'alta tradició de la moderna escola espanyola de Dret Mercantil i la seva generosa i fructífera tasca de servei públic. Medalla d'Or de la Universitat Autònoma de Madrid, doctor honoris causa per les universitats d'Oviedo i Carles III de Madrid, Premi Pelayo 1999 per a Juristes de Reconegut Prestigi, ha rebut també la poma d'Or del Centre Asturià de Madrid i està en possessió de les grans creus d'Alfons X El Savi, Carles III, Mèrit Naval i Sant Ramon de Penyafort.